# 24 uur van Daytona 2011
De 24 uur van Daytona 2011 was de 49e editie van deze endurancerace. De race werd verreden op 29 en 30 januari 2011 op de Daytona International Speedway nabij Daytona Beach, Florida.
De race werd gewonnen door de Chip Ganassi Racing with Felix Sabates #01 van Scott Pruett, Memo Rojas, Graham Rahal en Joey Hand. Voor Pruett was het zijn vierde Daytona-zege, voor Rojas zijn tweede, terwijl Rahal en Hand allebei hun eerste overwinning behaalden. De GT-klasse werd gewonnen door de The Racer's Group #67 van Steven Bertheau, Brendan Gaughan, Wolf Henzler, Andy Lally en Spencer Pumpelly.

## Race
Winnaars in hun klasse zijn vetgedrukt.
| Pos. | Klasse | No. | Team                                           | Coureurs                                                                       | Chassis                | Banden | Ronden |
| Pos. | Klasse | No. | Team                                           | Coureurs                                                                       | Motor                  | Banden | Ronden |
| ---- | ------ | --- | ---------------------------------------------- | ------------------------------------------------------------------------------ | ---------------------- | ------ | ------ |
| 1    | DP     | 01  | Chip Ganassi Racing with Felix Sabates         | Scott Pruett Memo Rojas Graham Rahal Joey Hand                                 | Riley                  | C      | 721    |
| 1    | DP     | 01  | Chip Ganassi Racing with Felix Sabates         | Scott Pruett Memo Rojas Graham Rahal Joey Hand                                 | BMW 5.0L V8            | C      | 721    |
| 2    | DP     | 02  | Chip Ganassi Racing with Felix Sabates         | Scott Dixon Juan Pablo Montoya Dario Franchitti Jamie McMurray                 | Riley                  | C      | 721    |
| 2    | DP     | 02  | Chip Ganassi Racing with Felix Sabates         | Scott Dixon Juan Pablo Montoya Dario Franchitti Jamie McMurray                 | BMW 5.0L V8            | C      | 721    |
| 3    | DP     | 9   | Action Express Racing                          | Terry Borcheller J. C. France João Barbosa Christian Fittipaldi Max Papis      | Riley                  | C      | 721    |
| 3    | DP     | 9   | Action Express Racing                          | Terry Borcheller J. C. France João Barbosa Christian Fittipaldi Max Papis      | Porsche (LBP) 5.0L V8  | C      | 721    |
| 4    | DP     | 23  | United Autosports with Michael Shank Racing    | Zak Brown Mark Patterson Mark Blundell Martin Brundle                          | Riley                  | C      | 721    |
| 4    | DP     | 23  | United Autosports with Michael Shank Racing    | Zak Brown Mark Patterson Mark Blundell Martin Brundle                          | Ford 5.0L V8           | C      | 721    |
| 5    | DP     | 10  | SunTrust Racing                                | Max Angelelli Ricky Taylor Ryan Briscoe                                        | Dallara                | C      | 720    |
| 5    | DP     | 10  | SunTrust Racing                                | Max Angelelli Ricky Taylor Ryan Briscoe                                        | Chevrolet 5.0L V8      | C      | 720    |
| 6    | DP     | 76  | Krohn Racing                                   | Tracy Krohn Niclas Jönsson Ricardo Zonta Nicolas Minassian                     | Lola B08/70            | C      | 720    |
| 6    | DP     | 76  | Krohn Racing                                   | Tracy Krohn Niclas Jönsson Ricardo Zonta Nicolas Minassian                     | Ford 5.0L V8           | C      | 720    |
| 7    | DP     | 6   | Michael Shank Racing with Curb Agajanian       | A.J. Allmendinger Michael McDowell Justin Wilson                               | Dallara                | C      | 719    |
| 7    | DP     | 6   | Michael Shank Racing with Curb Agajanian       | A.J. Allmendinger Michael McDowell Justin Wilson                               | Ford 5.0L V8           | C      | 719    |
| 8    | DP     | 55  | Level 5 Motorsports                            | Scott Tucker Christophe Bouchut Luis Díaz Mark Wilkins                         | Riley                  | C      | 717    |
| 8    | DP     | 55  | Level 5 Motorsports                            | Scott Tucker Christophe Bouchut Luis Díaz Mark Wilkins                         | BMW 5.0L V8            | C      | 717    |
| 9    | DP     | 5   | Action Express Racing                          | Darren Law David Donohue Buddy Rice Burt Frisselle                             | Riley                  | C      | 706    |
| 9    | DP     | 5   | Action Express Racing                          | Darren Law David Donohue Buddy Rice Burt Frisselle                             | Porsche (LBP) 5.0L V8  | C      | 706    |
| 10   | DP     | 60  | Michael Shank Racing                           | John Pew Oswaldo Negri jr. Marc Goossens Michael Valiante                      | Riley                  | C      | 706    |
| 10   | DP     | 60  | Michael Shank Racing                           | John Pew Oswaldo Negri jr. Marc Goossens Michael Valiante                      | Ford 5.0L V8           | C      | 706    |
| 11   | DP     | 95  | Level 5 Motorsports                            | Scott Tucker Ryan Hunter-Reay Richard Westbrook Raphael Matos                  | Riley                  | C      | 703    |
| 11   | DP     | 95  | Level 5 Motorsports                            | Scott Tucker Ryan Hunter-Reay Richard Westbrook Raphael Matos                  | BMW 5.0L V8            | C      | 703    |
| 12   | GT     | 67  | The Racer's Group                              | Steven Bertheau Brendan Gaughan Wolf Henzler Andy Lally Spencer Pumpelly       | Porsche 997 GT3 Cup    | C      | 685    |
| 12   | GT     | 67  | The Racer's Group                              | Steven Bertheau Brendan Gaughan Wolf Henzler Andy Lally Spencer Pumpelly       | Porsche 3.8L Flat-6    | C      | 685    |
| 13   | GT     | 48  | Paul Miller Racing                             | Bryce Miller Tim Sugden Bryan Sellers Rob Bell                                 | Porsche 997 GT3 Cup    | C      | 684    |
| 13   | GT     | 48  | Paul Miller Racing                             | Bryce Miller Tim Sugden Bryan Sellers Rob Bell                                 | Porsche 3.8L Flat-6    | C      | 684    |
| 14   | GT     | 40  | Dempsey Racing                                 | Joe Foster Patrick Dempsey Charles Espenlaub Tom Long                          | Mazda RX-8             | C      | 681    |
| 14   | GT     | 40  | Dempsey Racing                                 | Joe Foster Patrick Dempsey Charles Espenlaub Tom Long                          | Mazda 2.0L 3-Rotor     | C      | 681    |
| 15   | DP     | 99  | GAINSCO/Bob Stallings Racing                   | Jon Fogarty Alex Gurney Jimmie Johnson                                         | Riley                  | C      | 679    |
| 15   | DP     | 99  | GAINSCO/Bob Stallings Racing                   | Jon Fogarty Alex Gurney Jimmie Johnson                                         | Chevrolet 5.0L V8      | C      | 679    |
| 16   | GT     | 44  | Magnus Racing                                  | John Potter Craig Stanton Richard Lietz Marco Holzer                           | Porsche 997 GT3 Cup    | C      | 675    |
| 16   | GT     | 44  | Magnus Racing                                  | John Potter Craig Stanton Richard Lietz Marco Holzer                           | Porsche 3.8L Flat-6    | C      | 675    |
| 17   | GT     | 59  | Brumos Racing                                  | Hurley Haywood Andrew Davis Leh Keen Marc Lieb                                 | Porsche 997 GT3 Cup    | C      | 673    |
| 17   | GT     | 59  | Brumos Racing                                  | Hurley Haywood Andrew Davis Leh Keen Marc Lieb                                 | Porsche 3.8L Flat-6    | C      | 673    |
| 18   | GT     | 70  | SpeedSource                                    | John Edwards Sylvain Tremblay Adam Christodoulou Jonathan Bomarito             | Mazda RX-8             | C      | 670    |
| 18   | GT     | 70  | SpeedSource                                    | John Edwards Sylvain Tremblay Adam Christodoulou Jonathan Bomarito             | Mazda 2.0L 3-Rotor     | C      | 670    |
| 19   | GT     | 42  | Team Sahlen                                    | Will Nonnamaker Wayne Nonnamaker Joe Nonnamaker Memo Gidley                    | Mazda RX-8             | C      | 661    |
| 19   | GT     | 42  | Team Sahlen                                    | Will Nonnamaker Wayne Nonnamaker Joe Nonnamaker Memo Gidley                    | Mazda 2.0L 3-Rotor     | C      | 661    |
| 20   | GT     | 4   | The Racer's Group                              | Ryan Eversley Daniel Graeff Kenny Wallace Ron Yarab jr. Richard Zahn jr.       | Porsche 997 GT3 Cup    | C      | 659    |
| 20   | GT     | 4   | The Racer's Group                              | Ryan Eversley Daniel Graeff Kenny Wallace Ron Yarab jr. Richard Zahn jr.       | Porsche 3.8L Flat-6    | C      | 659    |
| 21   | GT     | 18  | Mühlner Motorsports America                    | Mark Thomas Peter Ludwig Dion von Moltke Cory Friedman                         | Porsche 997 GT3 Cup    | C      | 655    |
| 21   | GT     | 18  | Mühlner Motorsports America                    | Mark Thomas Peter Ludwig Dion von Moltke Cory Friedman                         | Porsche 3.8L Flat-6    | C      | 655    |
| DNF  | DP     | 45  | Flying Lizard Motorsports                      | Patrick Long Jörg Bergmeister Seth Neiman Johannes van Overbeek                | Riley Mk. XI           | C      | 654    |
| DNF  | DP     | 45  | Flying Lizard Motorsports                      | Patrick Long Jörg Bergmeister Seth Neiman Johannes van Overbeek                | Porsche 4.0L Flat-6    | C      | 654    |
| 23   | GT     | 41  | Dempsey Racing                                 | James Gue Dane Cameron Ian James Dave Lacey                                    | Mazda RX-8             | C      | 650    |
| 23   | GT     | 41  | Dempsey Racing                                 | James Gue Dane Cameron Ian James Dave Lacey                                    | Mazda 2.0L 3-Rotor     | C      | 650    |
| DNF  | DP     | 90  | Spirit of Daytona Racing                       | Antonio García Paul Edwards Sascha Maassen                                     | Coyote                 | C      | 649    |
| DNF  | DP     | 90  | Spirit of Daytona Racing                       | Antonio García Paul Edwards Sascha Maassen                                     | Chevrolet 5.0L V8      | C      | 649    |
| 25   | GT     | 47  | Rick Ware Racing                               | Jeffrey Earnhardt Scott Monroe Doug Harrington Maurice Hull Brett Sandberg     | Porsche 997 GT3 Cup    | C      | 635    |
| 25   | GT     | 47  | Rick Ware Racing                               | Jeffrey Earnhardt Scott Monroe Doug Harrington Maurice Hull Brett Sandberg     | Porsche 3.8L Flat-6    | C      | 635    |
| 26   | GT     | 57  | Stevenson Motorsports                          | Robin Liddell Ronnie Bremer Jan Magnussen                                      | Chevrolet Camaro GT.R  | C      | 629    |
| 26   | GT     | 57  | Stevenson Motorsports                          | Robin Liddell Ronnie Bremer Jan Magnussen                                      | Chevrolet 6.0L V8      | C      | 629    |
| DNF  | GT     | 66  | The Racer's Group                              | Dominik Farnbacher Tim George jr. Ben Keating Lucas Luhr                       | Porsche 997 GT3 Cup    | C      | 612    |
| DNF  | GT     | 66  | The Racer's Group                              | Dominik Farnbacher Tim George jr. Ben Keating Lucas Luhr                       | Porsche 3.8L Flat-6    | C      | 612    |
| 28   | GT     | 88  | Autohaus Motorsports                           | Jordan Taylor Bill Lester Johnny O'Connell Matthew Marsh                       | Chevrolet Camaro GT.R  | C      | 607    |
| 28   | GT     | 88  | Autohaus Motorsports                           | Jordan Taylor Bill Lester Johnny O'Connell Matthew Marsh                       | Chevrolet 6.0L V8      | C      | 607    |
| 29   | GT     | 81  | DragonSpeed                                    | Cort Wagner Fred Poordad Doug Baron Nick Jones                                 | Ferrari F430 Challenge | C      | 588    |
| 29   | GT     | 81  | DragonSpeed                                    | Cort Wagner Fred Poordad Doug Baron Nick Jones                                 | Ferrari 4.3L V8        | C      | 588    |
| DNF  | GT     | 54  | The Racer's Group/Black Swan Racing/GMG Racing | Jeroen Bleekemolen Tim Pappas Patrick Pilet James Sofronas Bret Curtis         | Porsche 997 GT3 Cup    | C      | 578    |
| DNF  | GT     | 54  | The Racer's Group/Black Swan Racing/GMG Racing | Jeroen Bleekemolen Tim Pappas Patrick Pilet James Sofronas Bret Curtis         | Porsche 3.8L Flat-6    | C      | 578    |
| 31   | DP     | 2   | Starworks Motorsport                           | Enzo Potolicchio Alex Popow Romain Iannetta Ernesto Viso                       | Riley                  | C      | 577    |
| 31   | DP     | 2   | Starworks Motorsport                           | Enzo Potolicchio Alex Popow Romain Iannetta Ernesto Viso                       | Ford 5.0L V8           | C      | 577    |
| 32   | GT     | 94  | Turner Motorsport                              | Bill Auberlen Boris Said Paul Dalla Lana Matt Plumb                            | BMW M3                 | C      | 565    |
| 32   | GT     | 94  | Turner Motorsport                              | Bill Auberlen Boris Said Paul Dalla Lana Matt Plumb                            | BMW 5.0L V8            | C      | 565    |
| DNF  | DP     | 8   | Starworks Motorsport                           | Mike Forest Ryan Dalziel Jim Lowe Colin Braun Tomáš Enge                       | Riley                  | C      | 552    |
| DNF  | DP     | 8   | Starworks Motorsport                           | Mike Forest Ryan Dalziel Jim Lowe Colin Braun Tomáš Enge                       | Ford 5.0L V8           | C      | 552    |
| 34   | GT     | 63  | Team Spencer Motorsports                       | Rich Grupp David Murry Jim Downing Owen Trinkler                               | Mazda RX-8             | C      | 544    |
| 34   | GT     | 63  | Team Spencer Motorsports                       | Rich Grupp David Murry Jim Downing Owen Trinkler                               | Mazda 2.0L 3-Rotor     | C      | 544    |
| 35   | GT     | 65  | Chris Smith Racing                             | Bill Sweedler Shane Lewis Tom Sheehan Mitch Pagerey                            | Porsche 997 GT3 Cup    | C      | 495    |
| 35   | GT     | 65  | Chris Smith Racing                             | Bill Sweedler Shane Lewis Tom Sheehan Mitch Pagerey                            | Porsche 3.8L Flat-6    | C      | 495    |
| DNF  | GT     | 30  | Racer's Edge Motorsports                       | Scott Rettich Mark Jensen Michael Marsal Gary Jensen Jade Buford               | Mazda RX-8             | C      | 453    |
| DNF  | GT     | 30  | Racer's Edge Motorsports                       | Scott Rettich Mark Jensen Michael Marsal Gary Jensen Jade Buford               | Mazda 2.0L 3-Rotor     | C      | 453    |
| 37   | GT     | 53  | The Racer's Group/Nadeau Motorsports           | Jim Michaelian Bob Doyle Coulter Mulligan Joe Castellano Ken Dobson            | Porsche 997 GT3 Cup    | C      | 423    |
| 37   | GT     | 53  | The Racer's Group/Nadeau Motorsports           | Jim Michaelian Bob Doyle Coulter Mulligan Joe Castellano Ken Dobson            | Porsche 3.8L Flat-6    | C      | 423    |
| DNF  | GT     | 32  | PR1 Motorsports                                | David Cheng Tom Papadopoulos Ryan Lewis Max Hyatt                              | BMW M6                 | C      | 402    |
| DNF  | GT     | 32  | PR1 Motorsports                                | David Cheng Tom Papadopoulos Ryan Lewis Max Hyatt                              | BMW 5.0L V8            | C      | 402    |
| DNF  | GT     | 07  | Banner Racing                                  | Bruce Ledoux Eric Curran Gunter Schaldach Oliver Gavin                         | Chevrolet Camaro GT.R  | C      | 398    |
| DNF  | GT     | 07  | Banner Racing                                  | Bruce Ledoux Eric Curran Gunter Schaldach Oliver Gavin                         | Chevrolet 6.0L V8      | C      | 398    |
| DNF  | GT     | 17  | Burtin Racing                                  | Claudio Burtin Martin Ragginger Nick Tandy Nicolas Armindo                     | Porsche 997 GT3 Cup    | C      | 378    |
| DNF  | GT     | 17  | Burtin Racing                                  | Claudio Burtin Martin Ragginger Nick Tandy Nicolas Armindo                     | Porsche 3.8L Flat-6    | C      | 378    |
| DNF  | GT     | 22  | Bullet Racing                                  | Darryl O'Young James Walker Brian Wong Eric Lux                                | Porsche 997 GT3 Cup    | C      | 328    |
| DNF  | GT     | 22  | Bullet Racing                                  | Darryl O'Young James Walker Brian Wong Eric Lux                                | Porsche 3.8L Flat-6    | C      | 328    |
| DNF  | DP     | 77  | Doran Racing                                   | Brian Frisselle Henri Richard Matt Bell Ross Kaiser                            | Dallara                | C      | 312    |
| DNF  | DP     | 77  | Doran Racing                                   | Brian Frisselle Henri Richard Matt Bell Ross Kaiser                            | Ford 5.0L V8           | C      | 312    |
| 43   | GT     | 56  | Bennett Racing                                 | Mike Skeen Jean-François Dumoulin Michael Davidson Glynn Geddie Dan Harrington | Ferrari F430 Challenge | C      | 286    |
| 43   | GT     | 56  | Bennett Racing                                 | Mike Skeen Jean-François Dumoulin Michael Davidson Glynn Geddie Dan Harrington | Ferrari 4.3L V8        | C      | 286    |
| DNF  | DP     | 7   | Starworks Motorsport                           | Doug Peterson R. J. Valentine Jared Beyer Scott Mayer Jan Heylen               | Riley                  | C      | 215    |
| DNF  | DP     | 7   | Starworks Motorsport                           | Doug Peterson R. J. Valentine Jared Beyer Scott Mayer Jan Heylen               | Ford 5.0L V8           | C      | 215    |
| DNF  | GT     | 69  | SpeedSource                                    | Emil Assentato Jeff Segal Nick Ham Anthony Lazzaro                             | Mazda RX-8             | C      | 202    |
| DNF  | GT     | 69  | SpeedSource                                    | Emil Assentato Jeff Segal Nick Ham Anthony Lazzaro                             | Mazda 2.0L 3-Rotor     | C      | 202    |
| DNF  | GT     | 43  | Team Sahlen                                    | Joe Sahlen Joe Nonnamaker Will Nonnamaker Wayne Nonnamaker Memo Gidley         | Mazda RX-8             | C      | 124    |
| DNF  | GT     | 43  | Team Sahlen                                    | Joe Sahlen Joe Nonnamaker Will Nonnamaker Wayne Nonnamaker Memo Gidley         | Mazda 2.0L 3-Rotor     | C      | 124    |
| DNF  | GT     | 36  | Yellow Dragon Motorsports                      | Taylor Hacquard Chris Cumming Mikel Miller Justin Marks                        | Mazda RX-8             | C      | 122    |
| DNF  | GT     | 36  | Yellow Dragon Motorsports                      | Taylor Hacquard Chris Cumming Mikel Miller Justin Marks                        | Mazda 2.0L 3-Rotor     | C      | 122    |
| DNF  | GT     | 86  | Mitchum Motorsports                            | Joey Atterbury Cooper MacNeil Randy Pobst Derek Whitis                         | Porsche 997 GT3 Cup    | C      | 121    |
| DNF  | GT     | 86  | Mitchum Motorsports                            | Joey Atterbury Cooper MacNeil Randy Pobst Derek Whitis                         | Porsche 3.8L Flat-6    | C      | 121    |
| DNS  | GT     | 11  | TPN Racing/Blackforest                         | David Empringham Scott Maxwell Tom Nastasi Dave Russell                        | Ford Mustang Boss 302  | C      | 0      |
| DNS  | GT     | 11  | TPN Racing/Blackforest                         | David Empringham Scott Maxwell Tom Nastasi Dave Russell                        | Ford 5.0L V8           | C      | 0      |
| DNS  | GT     | 00  | Aten Motorsports                               | Gabriel Abergel Emmanuel Collard Davy Jones Steve Lisa Xavier Pompidou         | Ferrari F430 Challenge | C      | 0      |
| DNS  | GT     | 00  | Aten Motorsports                               | Gabriel Abergel Emmanuel Collard Davy Jones Steve Lisa Xavier Pompidou         | Ferrari 4.3L V8        | C      | 0      |

1962 · 1963 · 1964 · 1965 · 1966 · 1967 · 1968 · 1969 · 1970 · 1971 · 1972 · 1973 · 1974 · 1975 · 1976 · 1977 · 1978 · 1979 · 1980 · 1981 · 1982 · 1983 · 1984 · 1985 · 1986 · 1987 · 1988 · 1989 · 1990 · 1991 · 1992 · 1993 · 1994 · 1995 · 1996 · 1997 · 1998 · 1999 · 2000 · 2001 · 2002 · 2003 · 2004 · 2005 · 2006 · 2007 · 2008 · 2009 · 2010 · 2011 · 2012 · 2013 · 2014 · 2015 · 2016 · 2017 · 2018 · 2019 · 2020 · 2021 · 2022 · 2023 · 2024 · 2025